# Tarnogskij rajon
Il Tarnogskij rajon (in russo Тарногский район?) è un rajon dell'Oblast' di Vologda, nella Russia europea; il capoluogo è Tarnogskij Gorodok. Istituito nel 1935, ricopre una superficie di 5.100 chilometri quadrati ed ospita una popolazione di circa 14.000 abitanti.